# 54. National Hockey League All-Star Game
Das 54. National Hockey League All-Star Game wurde am 8. Februar 2004 in Saint Paul, Minnesota, ausgetragen. Die Gastgeber des Spieles waren die Minnesota Wild. Bereits 1972 gab es in Minnesota ein All-Star Game, bei dem damals die Minnesota North Stars Gastgeber waren.
An der Veranstaltung, die im Xcel Energy Center stattfand, nahmen die besten Spieler der National Hockey League teil. Im Spiel traten die besten Spieler der Western Conference gegen die besten Spieler der Eastern Conference an. Die Startformationen der All-Star Teams konnten durch die Fans über eine Abstimmung bestimmt werden. Im Stadion waren 19.434 Zuschauer.

## Mannschaften
| #           | Land               | Spieler               | Pos.                  | Team                |
| Torhüter    |                    |                       |                       |                     |
| 30          | Kanada             | Martin Brodeur        | Martin Brodeur        | New Jersey Devils   |
| 1           | Kanada             | Roberto Luongo        | Roberto Luongo        | Florida Panthers    |
| 60          | Kanada             | José Théodore         | José Théodore         | Montreal Canadiens  |
| Verteidiger |                    |                       |                       |                     |
| 27          | Kanada             | Scott Niedermayer – C | Scott Niedermayer – C | New Jersey Devils   |
| -           | Kanada             | Scott Stevens         | Scott Stevens         | New Jersey Devils   |
| 28          | Vereinigte Staaten | Brian Rafalski        | Brian Rafalski        | New Jersey Devils   |
| 3           | Kanada             | Adrian Aucoin         | Adrian Aucoin         | New York Islanders  |
| 23          | Tschechien         | Pavel Kubina          | Pavel Kubina          | Tampa Bay Lightning |
| 44          | Kanada             | Sheldon Souray        | Sheldon Souray        | Montreal Canadiens  |
| 45          | Kanada             | Nick Boynton          | Nick Boynton          | Boston Bruins       |
| -           | Kanada             | Wade Redden           | Wade Redden           | Ottawa Senators     |
| Angreifer   |                    |                       |                       |                     |
| 17          | Russland           | Ilja Kowaltschuk      | LW                    | Atlanta Thrashers   |
| 19          | Kanada             | Joe Thornton          | C                     | Boston Bruins       |
| 26          | Kanada             | Martin St. Louis      | RW                    | Tampa Bay Lightning |
| 7           | Kanada             | Gary Roberts          | LW                    | Toronto Maple Leafs |
| 9           | Schweden           | Daniel Alfredsson     | RW                    | Ottawa Senators     |
| 11          | Kanada             | Mark Messier          | C                     | New York Rangers    |
| 13          | Schweden           | Mats Sundin           | C                     | Toronto Maple Leafs |
| 20          | Tschechien         | Robert Lang           | C                     | Washington Capitals |
| 25          | Kanada             | Keith Primeau         | C                     | Philadelphia Flyers |
| 68          | Tschechien         | Jaromír Jágr          | RW                    | New York Rangers    |
| 72          | Kanada             | Glen Murray           | RW                    | Boston Bruins       |
| 97          | Vereinigte Staaten | Jeremy Roenick        | C                     | Philadelphia Flyers |
| -           | Slowakei           | Marián Hossa          | RW                    | Ottawa Senators     |

| #           | Land               | Spieler            | Pos.             | Team                  |
| Torhüter    |                    |                    |                  |                       |
| 35          | Kanada             | Marty Turco        | Marty Turco      | Dallas Stars          |
| 29          | Tschechien         | Tomáš Vokoun       | Tomáš Vokoun     | Nashville Predators   |
| 30          | Kanada             | Dwayne Roloson     | Dwayne Roloson   | Minnesota Wild        |
| Verteidiger |                    |                    |                  |                       |
| 4           | Kanada             | Rob Blake          | Rob Blake        | Colorado Avalanche    |
| 5           | Schweden           | Nicklas Lidström   | Nicklas Lidström | Detroit Red Wings     |
| 14          | Schweden           | Mattias Norström   | Mattias Norström | Los Angeles Kings     |
| 24          | Kanada             | Chris Pronger      | Chris Pronger    | St. Louis Blues       |
| 17          | Tschechien         | Filip Kuba         | Filip Kuba       | Minnesota Wild        |
| 45          | Finnland           | Kimmo Timonen      | Kimmo Timonen    | Nashville Predators   |
| Angreifer   |                    |                    |                  |                       |
| 9           | Vereinigte Staaten | Mike Modano        | C                | Dallas Stars          |
| 13          | Vereinigte Staaten | Bill Guerin        | RW               | Dallas Stars          |
| 44          | Kanada             | Todd Bertuzzi      | LW               | Vancouver Canucks     |
| 7           | Vereinigte Staaten | Keith Tkachuk      | LW               | St. Louis Blues       |
| 12          | Kanada             | Jarome Iginla      | RW               | Calgary Flames        |
| 19          | Kanada             | Joe Sakic          | C                | Colorado Avalanche    |
| 20          | Kanada             | Shane Doan         | LW               | Phoenix Coyotes       |
| 21          | Kanada             | Patrick Marleau    | LW               | San Jose Sharks       |
| 26          | Russland           | Pawel Dazjuk       | RW               | Detroit Red Wings     |
| 40          | Kanada             | Alex Tanguay       | LW               | Colorado Avalanche    |
| 61          | Kanada             | Rick Nash          | RW               | Columbus Blue Jackets |
| 91          | Schweden           | Markus Näslund – C | RW               | Vancouver Canucks     |

## SuperSkills Competition
In der SuperSkills Competition, die am Vortag des All-Star Game stattfindet, müssen die Spieler ihre Fähigkeiten in unterschiedlichen Gebieten, wie Schnelligkeit, Puckkontrolle oder Schusshärte unter Beweis stellen. Dabei treten die Spieler der Eastern Conference gegen die der Western Conference an.

### Sieger
Endstand: Eastern Conference 13 – 6 Western Conference
| Wettbewerb        | Mannschaftswertung | Einzelwertung     |
| Puckkontrolle     | Western Conference | Rick Nash         |
| Schnelligkeit     | Eastern Conference | Scott Niedermayer |
| Schusshärte       | Eastern Conference | Adrian Aucoin     |
| Schussgenauigkeit | Eastern Conference | Jeremy Roenick    |
| Shootout          | Eastern Conference | –                 |
| Bester Torhüter   | –                  | Roberto Luongo    |

## Spielverlauf

### Eastern Conference 6 – 4 Western Conference
All-Star Game MVP: Joe Sakic (3 Tore)
| Team       | Zeit  | Stand | Torschütze        | Vorlagengeber     | Vorlagengeber |
| 1. Drittel |       |       |                   |                   |               |
|            | 5:44  | 1–0   | Adrian Aucoin     | Jaromír Jágr      | Mark Messier  |
|            | 13:37 | 1–1   | Joe Sakic         | Markus Näslund    | Todd Bertuzzi |
| 2. Drittel |       |       |                   |                   |               |
|            | 20:51 | 2–1   | Daniel Alfredsson |                   |               |
|            | 25:44 | 2–2   | Joe Sakic         | Markus Näslund    | Todd Bertuzzi |
|            | 33:02 | 2–3   | Shane Doan        | Nicklas Lidström  | Keith Tkachuk |
|            | 33:48 | 3–3   | Mark Messier      | Scott Niedermayer | Robert Lang   |
|            | 34:41 | 4–3   | Gary Roberts      | Daniel Alfredsson | Mats Sundin   |
|            | 38:04 | 5–3   | Daniel Alfredsson | Mats Sundin       | Gary Roberts  |
| 3. Drittel |       |       |                   |                   |               |
|            | 44:03 | 6–3   | Ilja Kowaltschuk  | Sheldon Souray    |               |
|            | 47:22 | 6–4   | Joe Sakic         | Markus Näslund    |               |

## YoungStars Game
| Pos.        | Land               | Spieler          | Team                |
| Torhüter    |                    |                  |                     |
| G           | Kanada             | Andrew Raycroft  | Boston Bruins       |
| Verteidiger |                    |                  |                     |
| D           | Kanada             | Garnet Exelby    | Atlanta Thrashers   |
| D           | Vereinigte Staaten | Paul Martin      | New Jersey Devils   |
| D           | Vereinigte Staaten | Brooks Orpik     | Pittsburgh Penguins |
| D           | Finnland           | Joni Pitkänen    | Philadelphia Flyers |
| Angreifer   |                    |                  |                     |
| C           | Kanada             | Patrice Bergeron | Boston Bruins       |
| RW          | Kanada             | Trent Hunter     | New York Islanders  |
| C           | Vereinigte Staaten | Ryan Malone      | Pittsburgh Penguins |
| C           | Kanada             | Derek Roy        | Buffalo Sabres      |
| LW          | Kanada             | Michael Ryder    | Montreal Canadiens  |
| C           | Kanada             | Eric Staal       | Carolina Hurricanes |
| C           | Kanada             | Matt Stajan      | Toronto Maple Leafs |

| Pos.        | Land               | Spieler              | Team                    |
| Torhüter    |                    |                      |                         |
| G           | Vereinigte Staaten | Philippe Sauvé       | Colorado Avalanche      |
| Verteidiger |                    |                      |                         |
| D           | Deutschland        | Christian Ehrhoff    | San Jose Sharks         |
| D           | Kanada             | Dan Hamhuis          | Nashville Predators     |
| D           | Russland           | Alexei Semjonow      | Edmonton Oilers         |
| Angreifer   |                    |                      |                         |
| C           | Kanada             | Pierre-Marc Bouchard | Minnesota Wild          |
| LW          | Kanada             | Jonathan Cheechoo    | San Jose Sharks         |
| C           | Kanada             | Matthew Lombardi     | Calgary Flames          |
| C           | Kanada             | Joffrey Lupul        | Mighty Ducks of Anaheim |
| C           | Finnland           | Tuomo Ruutu          | Chicago Blackhawks      |
| LW          | Russland           | Nikolai Scherdew     | Columbus Blue Jackets   |
| LW          | Kanada             | Raffi Torres         | Edmonton Oilers         |

### Das Spiel
Eastern Conference 3 – 7 Western Conference
MVP des YoungStars Game: Philippe Sauvé (18 von 21 Schüssen gehalten)
Die Spieldauer betrug drei Drittel à 10 Minuten
Drittelergebnisse:  1–2, 1–2, 1–3